# Йоан Снеп
Йоан Снеп (12 липня 1966) — румунський академічний веслувальник.
Срібний призер Олімпійських Ігор 1988 року в складі розпашної четвірки зі стерновим, учасник 1992 року.
Срібний призер Чемпіонату світу 1989 (розпашні двійки зі стерновим), 1991 (розпашні четвірки зі стерновим) років.